# Marija Temrjukowna
Marija Temrjukowna von Tscherkessien (russisch Мария Темрюковна; * ca. 1544; † 1. September 1569 in Alexandrow) war eine tscherkessische Prinzessin und durch ihre Ehe mit Iwan IV. Zarin von Russland.

## Leben
Marija Temrjukowna (geb. Kutschenei, Кученей) war eine Tochter des tscherkessischen Fürsten Temrjuk. Marija soll wegen ihrer außergewöhnlichen Schönheit bekannt gewesen sein und wurde Iwan IV. nach dem Tod seiner ersten Gemahlin Anastassija Romanowna 1561 in Moskau vorgestellt. Der Zar sei von Marijas Schönheit so hingerissen gewesen, dass er sich trotz aller Einwände sofort dazu entschlossen habe, die tscherkessische Prinzessin zu ehelichen. Die Heirat fand am 21. August 1561 in der Mariä-Verkündigungs-Kathedrale statt.
Die neue Gattin Iwans IV. nahm, wie dies von fremdländischen Bräuten der Zaren verlangt war, den russisch-orthodoxen Glauben an und erhielt nun den Namen Marija. Die Zarin wurde als ungebildet, eigenwillig und rachsüchtig beschrieben und habe durchweg einen negativen Einfluss auf Iwan IV. gehabt. Offenbar wirkte sie nicht mäßigend auf ihn ein, als er zahlreiche grausame Exzesse verübte. Sie beherrschte die russische Sprache nicht und versuchte erst später, diese zu erlernen. Am 21. März 1563 kam der gemeinsame Sohn des Zarenpaars, Wassili, zur Welt, der noch im gleichen Jahr am 3. Mai verstarb. 1569 begleitete Marija ihren Gatten auf einer Reise nach Wologda, wo sie erkrankte. Der Zar erfuhr hier aber von einem angeblichen Komplott in Nowgorod und begab sich rasch wieder nach Moskau. Der Bojar Basmanow sollte Marija zurückgeleiten, doch starb sie unterwegs in Alexandrow am 1. September 1569 im Alter von nur 25 Jahren, wahrscheinlich infolge einer natürlichen Krankheit. Die Gerüchte, dass sie einer Vergiftung erlegen sei, dürften nicht zutreffen.